# Eleições regionais em Baden-Württemberg de 1960
As eleições regionais em Baden-Württemberg de 1960 foram realizadas a 15 de Maio e, serviram para eleger os 121 deputados para o parlamento regional.
A União Democrata-Cristã voltou a ser o partido mais votado, embora tenha perdido 4 deputados e caído 3,1% nos votos, ficando-se pelos 39,5% dos votos e 52 deputados.
O Partido Social-Democrata da Alemanha obteve um resultado bastante positivo, subindo 6,4% e conquistando mais 8 deputado em relação às eleições anteriores, obtendo 35,3% dos votos e 44 deputados.
Por fim, destacar os 15,8% dos votos obtidos pelo Partido Democrático Liberal e, a manutenção do Bloco dos Refugiados e Expatriados no parlamento regional, ao eleger 7 deputados. 
Após as eleições, os democratas-cristãos mantiveram-se no poder, formando uma coligação de governo com os liberais.

## Resultados Oficiais
| Partido                 | Partido                            | Votos     | %     | +/-   | Deputados | +/-   |
| ----------------------- | ---------------------------------- | --------- | ----- | ----- | --------- | ----- |
|                         | União Democrata-Cristã             | 1 163 352 | 39,45 | 3,19  | 52 / 121  | 4     |
|                         | Partido Social-Democrata           | 1 040 911 | 35,30 | 6,44  | 44 / 121  | 8     |
|                         | Partido Democrático Liberal        | 466 908   | 15,84 | 0,73  | 18 / 121  | 3     |
|                         | Bloco dos Refugiados e Expatriados | 194 402   | 6,59  | 0,33  | 7 / 121   | 1     |
|                         | Partido Alemão                     | 47 410    | 1,61  | Novo  | 0 / 121   | Novo  |
|                         | Outros                             | 35 577    | 1,21  |       | 0 / 121   |       |
| Votos Inválidos         | Votos Inválidos                    | 79 688    | 2,63  | 1,31  |           |       |
| Total                   | Total                              | 3 028 248 | 100   |       | 121 / 121 | 1     |
| Eleitorado/Participação | Eleitorado/Participação            | 5 136 768 | 58,95 | 11,30 |           |       |
| Fonte                   | Fonte                              | [ 1 ]     | [ 1 ] | [ 1 ] | [ 1 ]     | [ 1 ] |